# Estudio de rango de dosis
Un estudio de rango de dosis es un ensayo clínico en el que se prueban diferentes dosis de un agente (por ejemplo, un medicamento) entre sí para establecer qué dosis funciona mejor y/o es menos dañina.
El rango de dosis suele ser un ensayo clínico de fase I o fase II temprana. Normalmente, un estudio de rango de dosis incluirá un grupo de sujetos placebo y algunos grupos que reciben diferentes dosis del fármaco de prueba. Por ejemplo, un estudio típico de rango de dosis puede incluir cuatro grupos: un grupo de placebo, un grupo de dosis baja, un grupo de dosis media y un grupo de dosis alta. La información de la dosis máxima tolerable (MTD) es necesaria para poder diseñar dichos grupos y, por lo tanto, los estudios de rango de dosis generalmente se diseñan después de la disponibilidad de la información de la MTD.
El objetivo principal de un estudio de rango de dosis es estimar la respuesta frente a la dosis administrada, a fin de analizar la eficacia y seguridad del medicamento. Aunque dicha respuesta, no obstante, estará disponible en los ensayos de fase III o fase IV, es importante realizar estudios de rango de dosis en las primeras etapas de fase I o fase II. Existen algunas ventajas al utilizar voluntarios sanos. Se encuentran en una condición de estado estable que no muestra diferentes etapas de la enfermedad ni variaciones debido a la enfermedad. Además, es fácil reclutar y seleccionar voluntarios de distintas edades, sexos, razas, etc. en condiciones idénticas en las que se puede repetir la prueba. La razón principal de esto es evitar ensayos en las últimas fases con dosis que sean significativamente diferentes de las que se recomendarán posteriormente para uso clínico y también para evitar la necesidad de modificar los esquemas de dosificación en etapas posteriores donde se ha acumulado una gran cantidad de datos para un rango de dosis diferente.
La duración de la acción debe determinarse durante el estudio de rango de dosis, ya que permitirá definir el programa de dosificación. Debido a que es difícil medir un parámetro farmacodinámico confiable, es difícil determinar la duración de la acción durante los primeros ensayos clínicos. En cambio, se sugieren otros parámetros como una dosis tentativa, como las semividas en plasma y orina en varias especies de prueba y en humanos, unión de receptores in vitro o datos farmacodinámicos in vivo en animales.